# W61H
W61H（ダブリュ 61エイチ）は、日立製作所（現・日立コンシューマエレクトロニクス）、およびカシオ日立モバイルコミュニケーションズ（現・NECカシオ モバイルコミュニケーションズ）が開発した、KDDIおよび沖縄セルラー電話 (各auブランド)のCDMA 1X WINの携帯電話である。

## 特徴
実質的にW53Hの後継及び姉妹機種にあたる端末だが、メインディスプレイは有機ELからIPS液晶となっている。背面には国内の携帯電話としては初めて、2.7インチの電子ペーパーディスプレイ「シルエットスクリーン」を搭載しており、本体色によりシルエットスクリーンのデザインが異なっている。ワンセグも搭載されており、W52Hより搭載されているWoooの高画質映像技術を利用した「Picture Master for Mobile」を搭載している。ただしW53Hと違い特別にワンセグ機能に特化した端末でない為、「Woooケータイ」の愛称はない。また、本機の卓上スタンド（充電台）と電池パックはW53Hと共通のものである。
2009年春モデルより、auは端末の型番ルールを一新したため、本機は日立製の現行型番端末では最後の液晶搭載機となった。また、本機以降一年後のH001まで日立製の端末には液晶が搭載されなかった。
なお、同社製のEV-DO Rel.0／KCP対応機種としては最終機種となっている。

## 沿革
- 2008年1月28日 KDDI、および日立製作所より公式発表。
- 2008年3月6日 沖縄地区にて先行発売。
- 2008年3月11日 北陸地区にて発売。
- 2008年3月18日 中国地区にて発売。
- 2008年3月19日 北海道地区にて発売。
- 2008年4月1日 東北地区・中部地区・関西地区にて発売。
- 2008年4月2日 四国地区・九州地区にて発売。
- 2008年4月3日 関東地区にて発売。
- 2008年8月 販売終了。

## 対応サービス
- au Smart Sports（アプリのダウンロードが必要）
- au LISTEN MOBILE SERVICE（ビデオクリップ対応）
- EZナビウォーク（声de入力・3D対応）
- EZ助手席ナビ
- 安心ナビ
- 災害時ナビ
- 緊急通報位置通知
- EZ FeliCa
- EZチャンネルプラス
- 赤外線通信(IrDA)
- EZケータイアレンジ
- PCサイトビューアー
- EZアプリ (BREW)（オープンアプリプレイヤー対応）
- デコレーションメール
- 絵しゃべりメール
- ラッピングメール
- Touch Message
- SD-Video
- SD-Audio (AAC)